# Westfalenpokal 2019/20
Der Westfalenpokal 2019/20 war die 39. Austragung im Fußball-Westfalenpokal der Männer. Der Sieger qualifizierte sich für die erste Hauptrunde des DFB-Pokal 2020/21.

## Modus
Der Westfalenpokal wurde im K.-o.-System ausgetragen. In jeder Runde gab es ein Spiel. Wäre ein Spiel nach 90 Minuten unentschieden gestanden, wäre die Entscheidung im Elfmeterschießen gefallen. Die Verlängerung wurde zu dieser Saison abgeschafft. Die Partien der ersten Runde wurden ausgelost, der weitere Spielbetrieb erfolgte nach einer Setzliste. Bei den Spielen auf Kreisebene und der ersten und zweiten Runde auf Verbandsebene hatte die klassenniedrigere Mannschaft Heimrecht. In den weiteren Runden auf Verbandsebene hatten lediglich die Kreisligamannschaften immer Heimrecht. Spielten zwei Mannschaften aus der gleichen Ligenebene gegeneinander, hatte die zuerst gezogene Mannschaft ein Heimspiel. Ein Tausch des Heimrechts war allerdings möglich. Ab dem Halbfinale wurden die Spielorte durch den Verband bestimmt.

## Teilnehmende Mannschaften
Für den Westfalenpokal 2019/20 qualifizierten sich automatisch die westfälischen Vereine aus der 3. Liga und der Regionalliga West 2018/19 sowie evtl. Absteiger aus der 2. Bundesliga 2018/19. Dazu kamen die Mannschaften auf den Plätzen eins bis sechs der Oberliga Westfalen 2018/19, die Meister der beiden Staffeln der Westfalenliga, die Meister der vier Staffeln der Landesliga, die Meister der zwölf Staffeln der Bezirksliga sowie die 29 Kreispokalsieger. Die verbleibenden Plätze bis zur Zahl 64 wurden an die Kreise vergeben, die die meisten Herrenmannschaften stellten, die aktiv am Spielbetrieb der Kreisligen teilnehmen. In diesem Jahr waren dies die Kreise Dortmund, Bochum und Recklinghausen. Hätte sich ein Kreispokalsieger bereits über eine Meisterschaft qualifiziert, wäre der unterlegene Kreispokalfinalist nachgerückt.
| Westfälische Mannschaften der 3. Liga 2018/19 | Westfälische Mannschaften der Regionalliga West 2018/19 | Die ersten sechs Mannschaften der Oberliga Westfalen 2018/19 |
| Sportfreunde Lotte Preußen Münster | 1. FC Kaan-Marienborn SV Lippstadt 08 SV Rödinghausen SC Verl SG Wattenscheid 09 SC Wiedenbrück | ASC 09 Dortmund TuS Haltern Westfalia Herne 1 Westfalia Rhynern SV Schermbeck TSG Sprockhövel |
| Die Meister der Westfalenliga 2018/19 | Die Meister der Landesliga 2018/19 | Die Meister der Bezirksliga 2018/19 |
| SuS Neuenkirchen (1) RSV Meinerzhagen (2) | TuS Tengern (1) SV Hohenlimburg (2) Grün-Weiß Nottuln (4) SV Sodingen (3) | TuS Bruchmühlen (1) Spvg Steinhagen (2) FC Nieheim (3) TuS Langenholthausen (4) SC Drolshagen (5) SpVg Hagen (6) IG Bönen (7) TuS Bövinghausen (8) Westfalia Langenbochum (9) SV Wanne (10) Rot-Weiß Deuten (11) 2 SC Altenrheine (12) |
| Die Kreispokalsieger der Saison 2018/19 (OL = Oberliga, WL = Westfalenliga, LL = Landesliga, BL = Bezirksliga, KLA = Kreisliga A) | | |
| - Ahaus/Coesfeld DJK Eintracht Coesfeld (BL) - Arnsberg SC Neheim (WL) - Beckum SC Roland Beckum (WL) - Bielefeld TuS Dornberg (BL) - Bochum Concordia Wiemelhausen (WL) DJK TuS Hordel (WL) D - Detmold Post TSV Detmold (BL) - Dortmund TuS Eichlinghofen (BL) Lüner SV (WL) F - Gelsenkirchen YEG Hassel (WL) - Gütersloh FC Gütersloh (OL) | - Hagen TuS Ennepetal (OL) - Herford VfL Holsen (LL) - Herne DSC Wanne-Eickel (WL) - Hochsauerland Rot-Weiß Erlinghausen (LL) - Höxter SV Dringenberg (BL) F - Iserlohn BSV Menden (LL) - Lemgo TSV Oerlinghausen (BL) - Lippstadt SuS Bad Westernkotten (LL) - Lübbecke Preußen Espelkamp (LL) F - Lüdenscheid TuS Plettenberg (BL) F | - Minden Rot-Weiß Maaslingen (WL) - Münster SV Herbern (LL) - Olpe SG Finnentrop/Bamenohl (WL) - Paderborn Delbrücker SC (WL) - Recklinghausen SpVgg Erkenschwick (WL) SC Reken (BL) F - Siegen-Wittgenstein TuS Erndtebrück (OL) - Soest Rot-Weiß Westönnen (BL) - Steinfurt Borussia Emsdetten (WL) - Tecklenburg Ibbenbürener Spvg (BL) - Unna-Hamm SuS Kaiserau (BL) F |

## 1. Runde
| Datum                      |                            | Ergebnis          |                             |
| -------------------------- | -------------------------- | ----------------- | --------------------------- |
| 2. August 2019, 19:30 Uhr  | TuS Erndtebrück (OL)       | 1:5               | SC Wiedenbrück (OL)         |
| 3. August 2019, 15:00 Uhr  | IG Bönen (LL)              | 1:2               | Westfalia Langenbochum (LL) |
| 3. August 2019, 17:00 Uhr  | Spvg Steinhagen (LL)       | 1:1 (4:3 i. E.)   | Westfalia Rhynern (OL)      |
| 3. August 2019, 17:00 Uhr  | TuS Dornberg (BL)          | 2:2 (2:4 i. E.)   | SV Herbern (LL)             |
| 3. August 2019, 17:00 Uhr  | BSV Menden (LL)            | 4:1               | Lüner SV (WL)               |
| 4. August 2019, 15:00 Uhr  | TuS Tengern (WL)           | 3:1               | SpVgg Erkenschwick (WL)     |
| 4. August 2019, 15:00 Uhr  | Ibbenbürener Spvg (BL)     | 1:1 (4:3 i. E.)   | TSV Oerlinghausen (BL)      |
| 4. August 2019, 15:00 Uhr  | 1. FC Kaan-Marienborn (OL) | 0:2               | TuS Ennepetal (OL)          |
| 4. August 2019, 15:00 Uhr  | SC Drolshagen (LL)         | 0:2               | Concordia Wiemelhausen (WL) |
| 4. August 2019, 15:30 Uhr  | TuS Plettenberg (BL)       | 1:6               | SV Sodingen (WL)            |
| 4. August 2019, 15:00 Uhr  | Eintracht Coesfeld (KLA)   | 1:9               | Grün-Weiß Nottuln (WL)      |
| 4. August 2019, 15:00 Uhr  | TuS Langenholthausen (LL)  | 0:2               | SG Finnentrop/Bamenohl (WL) |
| 4. August 2019, 15:30 Uhr  | Preußen Espelkamp (LL)     | 1:0               | Rot-Weiß Deuten (LL)        |
| 6. August 2019, 18:30 Uhr  | SC Reken (BL)              | 0:2               | Preußen Münster (3L)        |
| 7. August 2019, 19:00 Uhr  | SV Dringenberg (BL)        | 1:5               | Sportfreunde Lotte (RL)     |
| 7. August 2019, 19:00 Uhr  | SuS Kaiserau (LL)          | 0:6               | SV Lippstadt 08 (RL)        |
| 14. August 2019, 18:30 Uhr | TuS Eichlinghofen (BL)     | 0:5               | SG Wattenscheid 09 (RL)     |
| 14. August 2019, 19:00 Uhr | Borussia Emsdetten (WL)    | 2:7               | SV Rödinghausen (RL)        |
| 14. August 2019, 19:00 Uhr | YEG Hassel (WL)            | 1:1 (2:3 i. E.)   | SV Schermbeck (OL)          |
| 14. August 2019, 19:00 Uhr | SC Neheim (WL)             | 2:1               | TSG Sprockhövel (OL)        |
| 14. August 2019, 19:00 Uhr | SC Altenrheine (LL)        | 1:1 (3:5 i. E.)   | Delbrücker SC (WL)          |
| 14. August 2019, 19:00 Uhr | SV Wanne (LL)              | 2:3               | Westfalia Herne (OL)        |
| 14. August 2019, 19:00 Uhr | TuS Bövinghausen (LL)      | 2:5               | DSC Wanne-Eickel (WL)       |
| 14. August 2019, 19:30 Uhr | RSV Meinerzhagen (OL)      | 4:1               | SC Verl (RL)                |
| 14. August 2019, 19:00 Uhr | Post TSV Detmold (BL)      | 3:1               | SuS Neuenkirchen (WL)       |
| 14. August 2019, 19:45 Uhr | FC Altenbochum (BL)        | 1:0               | SuS Bad Westernkotten (LL)  |
| 14. August 2019, 19:00 Uhr | FC Nieheim (LL)            | 1:1 (3:4 i. E.)   | TuS Haltern (RL)            |
| 14. August 2019, 19:00 Uhr | Rot-Weiß Erlinghausen (LL) | 1:5               | FC Gütersloh (OL)           |
| 14. August 2019, 20:00 Uhr | SpVg Hagen (LL)            | 3:3 (11:10 i. E.) | ASC 09 Dortmund (OL)        |
| 15. August 2019, 19:00 Uhr | TuS Bruchmühlen (LL)       | 2:2 (3:5 i. E.)   | Rot-Weiß Maaslingen (LL)    |
| 15. August 2019, 19:00 Uhr | Rot-Weiß Westönnen (BL)    | 1:1 (3:4 i. E.)   | SV Hohenlimburg (WL)        |
| 15. August 2019, 20:00 Uhr | VfL Holsen (LL)            | 5:1               | SC Roland Beckum (WL)       |

## 2. Runde
| Datum                         |                             | Ergebnis        |                             |
| ----------------------------- | --------------------------- | --------------- | --------------------------- |
| 26. August 2019, 19:30 Uhr    | TuS Tengern (WL)            | 0:3             | TuS Haltern (RL)            |
| 28. August 2019, 19:30 Uhr    | TuS Ennepetal (OL)          | 2:0             | Westfalia Herne (OL)        |
| 28. August 2019, 19:45 Uhr    | FC Altenbochum (BL)         | 1:1 (2:4 i. E.) | SC Wiedenbrück (OL)         |
| 4. September 2019, 19:00 Uhr  | SV Rödinghausen (RL)        | 0:0 (4:3 i. E.) | Preußen Münster (3L)        |
| 11. September 2019, 19:00 Uhr | Delbrücker SC (WL)          | 0:4             | Sportfreunde Lotte (RL)     |
| 11. September 2019, 19:30 Uhr | Ibbenbürener Spvg (BL)      | 0:2             | SV Herbern (LL)             |
| 11. September 2019, 19:30 Uhr | Preußen Espelkamp (LL)      | 2:1             | VfL Holsen (LL)             |
| 11. September 2019, 19:30 Uhr | SG Finnentrop-Bamenohl (WL) | 1:3             | RSV Meinerzhagen (OL)       |
| 11. September 2019, 19:30 Uhr | SC Neheim (WL)              | 3:2             | FC Gütersloh (OL)           |
| 11. September 2019, 20:00 Uhr | BSV Menden (LL)             | 3:2             | SV Hohenlimburg (WL)        |
| 11. September 2019, 20:00 Uhr | SpVg Hagen (LL)             | 3:1             | SV Sodingen (WL)            |
| 12. September 2019, 19:00 Uhr | Westfalia Langenbochum (LL) | 1:6             | SV Schermbeck (OL)          |
| 12. September 2019, 19:00 Uhr | Post TSV Detmold (BL)       | 1:2             | Spvg Steinhagen (LL)        |
| 12. September 2019, 19:00 Uhr | DSC Wanne-Eickel (WL)       | 6:1             | Concordia Wiemelhausen (WL) |
| 12. September 2019, 20:00 Uhr | Rot-Weiß Maaslingen (LL)    | 2:1             | Grün-Weiß Nottuln (WL)      |
| 2. Oktober 2019, 19:00 Uhr    | SG Wattenscheid 09 (RL)     | 0:1             | SV Lippstadt 08 (RL)        |

## Achtelfinale
| Datum                       |                          | Ergebnis        |                         |
| --------------------------- | ------------------------ | --------------- | ----------------------- |
| 8. Oktober 2019, 19:00 Uhr  | TuS Haltern (RL)         | 1:1 (4:5 i. E.) | SV Rödinghausen (RL)    |
| 9. Oktober 2019, 19:30 Uhr  | RSV Meinerzhagen (OL)    | 4:1             | Sportfreunde Lotte (RL) |
| 9. Oktober 2019, 19:30 Uhr  | BSV Menden (LL)          | 1:1 (4:5 i. E.) | SV Schermbeck (OL)      |
| 9. Oktober 2019, 20:00 Uhr  | Rot-Weiß Maaslingen (LL) | 5:0             | TuS Ennepetal (OL)      |
| 9. Oktober 2019, 20:00 Uhr  | SpVg Hagen (LL)          | 1:1 (4:2 i. E.) | SC Neheim (WL)          |
| 10. Oktober 2019, 20:15 Uhr | Preußen Espelkamp (LL)   | 0:1             | DSC Wanne-Eickel (WL)   |
| 16. Oktober 2019, 19:30 Uhr | SC Wiedenbrück (OL)      | 4:1             | SV Lippstadt 08 (RL)    |
| 17. Oktober 2019, 20:00 Uhr | SV Herbern (LL)          | 2:0             | Spvg Steinhagen (LL)    |

## Viertelfinale
| Datum                        |                          | Ergebnis        |                       |
| ---------------------------- | ------------------------ | --------------- | --------------------- |
| 31. Oktober 2019, 09:30 Uhr  | SC Wiedenbrück (OL)      | 0:2             | RSV Meinerzhagen (OL) |
| 20. November 2019, 19:30 Uhr | SV Schermbeck (OL)       | 2:1             | DSC Wanne-Eickel (WL) |
| 23. November 2019, 14:00 Uhr | Rot-Weiß Maaslingen (LL) | 1:1 (6:7 i. E.) | SpVg Hagen (LL)       |
| 23. November 2019, 14:30 Uhr | SV Herbern (LL)          | 0:5             | SV Rödinghausen (RL)  |

## Halbfinale
| Datum                      |                       | Ergebnis        |                      |
| -------------------------- | --------------------- | --------------- | -------------------- |
| 15. August 2020, 15:00 Uhr | RSV Meinerzhagen (OL) | 1:1 (5:3 i. E.) | SV Rödinghausen (RL) |
| 15. August 2020, 15:00 Uhr | SV Schermbeck (OL)    | 6:1             | SpVg Hagen (LL)      |

## Finale
| RSV Meinerzhagen                                             | RSV Meinerzhagen | SV Schermbeck | SV Schermbeck |
| ------------------------------------------------------------ | --- | --- | ------------- |
| RSV Meinerzhagen                                             | \| 22. August 2020 um 17:45 Uhr in Kamen (Sportschule Kaiserau) \| \| Ergebnis: 2:0 (1:0) \| \| Schiedsrichter: Alexander Ernst (Iserlohn) \| \| Spielbericht \|                                                                                                 | \| 22. August 2020 um 17:45 Uhr in Kamen (Sportschule Kaiserau) \| \| Ergebnis: 2:0 (1:0) \| \| Schiedsrichter: Alexander Ernst (Iserlohn) \| \| Spielbericht \| | SV Schermbeck |
| RSV Meinerzhagen                                             | Johannes Focher – Til Bauman, Sven Wurm, Nils Buchwalder, Julian Jakobs, Tim Treude (78. Musa Sesay), Marcel Kandziora, Nik Kunkel, Pascal Beilfuß (70. Can Sakar), Raphael Gräßer (81. Ewald Platt), Ron Berlinski (69. Andreas Spais) Cheftrainer: Mutlu Demir | Cedric Drobe – Maik Habitz, Dominik Haneman (67. Miles Grumann), Mike Jordan, Raphael Niehoff (46. Bernard Gilogjani), Kilian Niewerth, Kevin Mule-Ewald, Michael Smykacz, Lukas Steinrötter, Nikolaj Nikolaj Žugčić (84. Marek Klimczok), Bilal-Can Özkara (76. Fatmir Ferati) Cheftrainer: Sleiman Salha | SV Schermbeck |
| RSV Meinerzhagen                                             | 1:0 Kunkel (45., Foulelfmeter) 2:0 Sesay (90.+4') | | SV Schermbeck |
| RSV Meinerzhagen                                             | Treude | | SV Schermbeck |
| 22. August 2020 um 17:45 Uhr in Kamen (Sportschule Kaiserau) | | |               |
| Ergebnis: 2:0 (1:0)                                          | | |               |
| Schiedsrichter: Alexander Ernst (Iserlohn)                   | | |               |
| Spielbericht                                                 | | |               |

## Termine
- 1. Runde: 2. bis 15. August 2019
- 2. Runde: 26. August bis 2. Oktober 2019
- Achtelfinale: 8. bis 17. Oktober 2019
- Viertelfinale: 18. Oktober bis 23. November 2019
- Halbfinale: 15. August 2020
- Finale: 22. August 2020